# Invinco!
 (août 2018).
Si vous disposez d'ouvrages ou d'articles de référence ou si vous connaissez des sites web de qualité traitant du thème abordé ici, merci de compléter l'article en donnant les références utiles à sa vérifiabilité et en les liant à la section « Notes et références ».
Invinco! est un shoot them up sorti en 1979 sur borne d'arcade. Le jeu a été développé et édité par Sega.

## Système de jeu
Invinco! utilise un gameplay très similaire à celui de Space Invaders.